# Regenballade
Regenballade es un álbum del músico alemán Achim Reichel, publicado en 1978. Incluye poemas, especialmente de poetas clásicos, como Fontanes (Herr von Ribbeck auf Ribbeck im Havelland ) o Goethe (El aprendiz de brujo). El único poema contemporáneo elegido por  Reichel fue Regenballade de Ina Seidel. Los herederos de Seidel, que había muerto cuatro años antes,  dieron su autorización para ello.
El álbum marca el comienzo de Reichel musicando poemas de poetas contemporáneos, como Jörg Fauser. 

## Canciones
1. Herr von Ribbeck auf Ribbeck im Havelland (Theodor Fontane)
2. Pidder Lüng (Detlev von Liliencron)
3. Een Boot is noch buten (Arno Holz)
4. Regenballade (Ina Seidel)
5. Der Zauberlehrling (Johann Wolfgang von Goethe)
6. Nis Randers (Otto Ernst)
7. Trutz, blanke Hans (Detlev von Liliencron)
8. Der Fischer (Johann Wolfgang von Goethe)
9. John Maynard Theodor Fontane
10. Das Meerweib (Paul Heyse)